# Eden (2012)
Eden (Original: The Abduction of Eden) ist ein US-amerikanischer Spielfilm unter der Regie von Megan Griffiths aus dem Jahr 2012. Die Hauptrollen werden von Jamie Chung, Matt O’Leary und Beau Bridges gespielt. Das Drehbuch von Richard B. Phillips (gemeinsam mit Megan Griffiths), basiert auf der wahren Geschichte von Chong Kim, welche in den 1990er Jahren von einem amerikanischen Menschenhändlerring entführt und zur Prostitution gezwungen wurde. Seine Weltpremiere hatte Eden auf dem 2012er South by Southwest Film Festival.

## Handlung
Eden, eigentlich Hyun Lae, ein junges koreanisch-amerikanisches Mädchen, wird nach einem gemeinsamen Abend mit ihrer Freundin Abbie von einem als Feuerwehrmann verkleideten jungen Mann in einer Bar angesprochen und nach einer kurzen Fahrt mit seinem Wagen seinem Komplizen Mario übergeben, der sie im Kofferraum seines Autos gefesselt entführt und an einen Menschenhändlerring verkauft. Dort wird sie mit anderen Mädchen zur Prostitution gezwungen. Während der zwei Jahre, die sie weit außerhalb von Las Vegas, Nevada in den Händen jener verbringt, wird sie ihres persönlichen Eigentums und ihrer Würde beraubt, indem sie teilweise unter Drogen gesetzt und misshandelt wird. Einzig Priscilla hilft ihr über die ersten Monate hinweg und erklärt ihr, wie das System funktioniert und welche Rollen dabei von Svetlana, Vaughan, der Krankenschwester und anderen gespielt werden.
In dieser Zeit lernt sie, zwar widerwillig, aber effektiv, wie das System funktioniert und erreicht, dass einer der Gangster, Vaughan, ihr zu vertrauen beginnt. Mit der Zeit sichert sie sich ihr eigenes Überleben durch ihre Intelligenz und die Einflussnahme auf Vaughan. Kurz vor einem Umzug der Mädchen gelingt es ihr, Vaughan mit manipulierten Drogen außer Gefecht zu setzen, Priscilla aus den Händen Marios zu befreien und mit ihren Eltern Verbindung aufzunehmen.

## Produktion
Eden wurde 2011 von Centripetal Films, einer in Seattle, Washington ansässigen Produktionsfirma von Colin Harper Plank produziert. Der Film wurde im Sommer 2011 mit einer weitgehend einheimischen Crew im Bundesstaat Washington gedreht. Finanzielle Unterstützung erhielt die Filmcrew von Washington Filmworks, einer Non-Profit-Organisation, die finanzielle Unterstützung für Filme anbietet, die im Bundesstaat Washington produziert werden. Die Idee für den Film entstand, als Drehbuchautor Richard B. Phillips nach einem Zeitungsartikel über Chong Kims Geschichte mit ihr Kontakt aufnahm und sie überreden konnte, gemeinsam ein Skript zu erstellen. Danach wurde aus dem Skript von Phillips ein Drehbuch adaptiert, welches zusammen mit Megan Griffiths ergänzt und überarbeitet wurde. Griffiths konnte auch dafür gewonnen werden, die Regie zu führen.

### Filmfehler
In einer Szene benutzt Bob Gault als US Marshal ein Mobiltelefon mit GPS-Funktion. Derartige Mobiltelefone waren zur Zeit der Entführung von Chong Kim noch nicht verfügbar.

### Hintergründe
Seit Juni 2014 behauptet eine Organisation namens „Breaking Out“ mit Sitz in Ocala, Florida, Chong Kim hätte ihre Geschichte, auf der das Drehbuch basiert, erfunden. Verschiedene Online-Medien beziehen sich jedoch nur auf einen Facebook-Eintrag der Organisation, die aber jegliche Beweise schuldig bleibt. Es werden lediglich Aussagen aus Interviews, Blogs u. a. denen des Buches entgegengestellt. Auch die Faksimile der Gerichtsakten lassen sich nicht verifizieren. Ursache für diese Nachforschungen waren offensichtlich Probleme, eine Anerkennung als karitative Organisation (Formular 501c3) zu erhalten.

## Auszeichnungen
Der Film, uraufgeführt 2012 auf dem South by Southwest Film Festival, gewann dort den Publikumspreis für den besten Spielfilm, den Special Jury Recognition für die beste Darstellerin, Jamie Chung, und den Regiepreis für Emergent Narrative Director Weiblich, Megan Griffiths. Ebenso gewann der Film den Golden Space Needle Award für die beste Schauspielerin, Jamie Chung und den Lena Sharpe Award für Persistence of Vision; den Seattle Reel NW Award beim Seattle International Film Festival 2012. Auf dem San Diego Asian Film Festival 2012 gewann er ebenfalls den Publikumspreis für den besten Film.

## Aufführungen
im Kino wurde Eden in Nordamerika von Phase 4 Films am 20. März 2013 im Film Forum New York City veröffentlicht. Er kam auch in Los Angeles und Seattle in die Kinos, gefolgt von einem VOD-Release am 20. April 2013. Am 11. Juni 2013 wurde der Film auf DVD und Blu-ray veröffentlicht. In Europa erfolgte die DVD-Veröffentlichung am 9. September 2013 in Großbritannien durch Queensway Digital Ltd.